# سیارک ۲۶۲۹۱
سیارک ۲۶۲۹۱ (به انگلیسی: 26291 Terristaples، نامگذاری:1998SU106)۲۶۲۹۱مین سیارک کشف شده‌است که در ۲۶ سپتامبر ۱۹۹۸ کشف شد.